# As One
«As One» es un sencillo de la banda finlandesa Tarot de su cuarto álbum en estudio Stigmata.

## Canciones
1. «As One»
2. «Dancing on the Wire» (Live)
3. «Lady Deceiver» (Live)
4. «Locomotive Breath» (versión acústica, Jethro Tull Cover)

- Datos: Q4802946